# Philonotis cernua
Philonotis cernua är en bladmossart som beskrevs av O. Griffin och William Russell Buck 1989. Philonotis cernua ingår i släktet källmossor, och familjen Bartramiaceae. Inga underarter finns listade i Catalogue of Life.